# 澤龜屬
澤龜屬是龜鱉目澤龜科的一屬，也是澤龜科的模式屬。

## 種
澤龜科下有5種：
- 歐洲澤龜（Emys orbicularis）
- 西西里澤龜（Emys trinacris）
- 布氏擬龜（Emys blandingii），也被分在擬龜屬下，尚有分歧。
- 石斑龜（Emys marmorata或Actinemys marmorata），尚有分歧。

- Emys pallida